# 328省道 (安徽省)
安徽328省道，全称星甸-夏阁公路，简称星夏路，是安徽省的一条横向干线公路。 328省道起于和县石杨镇皖苏省界，终于巢湖市夏阁镇，连接 舟鲁线。途经和县石杨镇、善厚镇，含山县昭关镇、仙踪镇，巢湖市夏阁镇。
马鞍山段改建项目起于X302苏皖交接处，经驷马河、石杨镇、善厚镇、昭关镇，终于仙踪镇南侧接S226处，路线全长46.419公里。全线按双向两车道二级公路标准设计，设计速度60公里/小时，路基宽度12米，路面宽10.5米。全线共设置大桥1座，中小桥10座，涵洞212道,养护工区1处。